# Joseph Henry Blackburne
Joseph Henry Blackburne (10. prosinec 1841 Manchester – 1. září 1924 Londýn), známý jako Black Death (černá smrt), byl dominantní postavou britského a světového šachu druhé poloviny 19. století. Jeho přezdívku mu přinesl jeho romantický styl hry, který se vyznačoval zničehožnic propukajícími útoky a ohňostroji kombinací, kterými drtil své nepozorné soupeře (černá smrt je forma moru, která se projevuje náhle a končí bleskovou smrtí nemocného), a jeho zvyk vystupovat ve společnosti a na turnajích v černém obleku.

## Blackburnovy šachové úspěchy
- druhý šachový mistr Velké Británie z roku 1869, když v tie-breaku druhého British Chess Association Challenge Cupu v Londýně porazil Cecila Valentina De Vere,
- na šachovém superturnaji v Baden-Bademu roku 1870 skončil na čtvrtém místě za Adolfem Anderssenem, Wilhelmem Steinitzem a Gustavem Neumannem,
- druhé místo na turnaji v Londýně roku 1872 (turnaj vyhrál Wilhelm Steinitz),
- druhé místo na turnaji ve Vídni roku 1873 (turnaj vyhrál Wilhelm Steinitz),
- třetí místo na turnaji v Paříži roku 1878 za Zukertortem a Simonem Winawerem (celkem se zúčastnilo dvanáct hráčů),
- vítězství na poměrně silně obsazeném turnaji ve Wiesbadenu roku 1880 společně s Bertholdem Englischem a Adolfem Schwarzem (celkem se zúčastnilo šestnáct hráčů),
- vítězství na turnaji v Berlíně roku 1881 před Johanessem Zukertortem, Simonem Winawerem, Michailem Ivanovičem Čigorinem a dalšími (celkem osmnáct hráčů),
- třetí místo na turnaji v Londýně roku 1883 za Zukertortem a Steinitzem, ale před Čigorinem, Georgem Henrym Mackenziem a dalšími devíti hráči,
- vítězství na turnaji v Herefordu roku 1885 před Emilem Schalloppem a Henrym Edwardem Birdem (celkem se zúčastnilo jedenáct hráčů),
- druhé místo na turnaji v Hamburku roku 1885 za Isidorem Gunsbergem (celkem se zúčastnilo osmnáct hráčů),
- vítězství na turnaji v Londýně roku 1886 společně Amosem Burnem před Jeanem Taubenhausem, Isidorem Gunsbergem a dalšími (celkem se zúčastnilo třináct hráčů),
- třetí místo na turnaji v Londýně roku 1887 za Amosem Burnem a Isidorem Gunsbergem (celkem deset hráčů),
- druhé a třetí místo (společně s Maxem Weissem) na turnaji ve Frankfurtu roku 1887 (turnaj vyhrál George Henry Mackenzie),
- roku 1887 zvítězil v zápase s Johanessem Zukertortem 5:1 (=7),
- čtvrté místo na šachovém turnaji při Šestém americkém šachovém kongresu roku 1889 za Michailem Ivanovičem Čigorinem, Maxem Weissem a Isidorem Gunsbergem (celkem se zúčastnilo dvacet hráčů),
- druhé místo na turnaji v Londýně roku 1892 za Emanuelem Laskerem, ale před Jamesem Masonem, Isidorem Gunsbergem a Henrym Edwardem Birdem,
- roku 1914 dosáhl ve svých sedmdesáti dvou letech na mistrovství Velké Británie v šachu v Chesteru stejného výsledku jako Frederick Yates, ale prohrál s ním v tie-breaku.

## Slavné partie
|   | a | b | c | d | e | f | g | h |   |
| 8 | c8 černý věž · e8 černý král · h8 černý věž · f7 černý pěšec · d6 černý pěšec · e6 černý střelec · a5 černý pěšec · b5 bílý pěšec · c5 černý jezdec · d5 bílý jezdec · e5 černý pěšec · g5 černý dáma · a4 bílý pěšec · e4 bílý pěšec · f4 černý střelec · g4 černý jezdec · f3 bílý pěšec · g3 bílý střelec · c2 bílý střelec · g2 bílý pěšec · b1 bílý věž · d1 bílý dáma · e1 bílý věž · f1 bílý jezdec · g1 bílý král | c8 černý věž · e8 černý král · h8 černý věž · f7 černý pěšec · d6 černý pěšec · e6 černý střelec · a5 černý pěšec · b5 bílý pěšec · c5 černý jezdec · d5 bílý jezdec · e5 černý pěšec · g5 černý dáma · a4 bílý pěšec · e4 bílý pěšec · f4 černý střelec · g4 černý jezdec · f3 bílý pěšec · g3 bílý střelec · c2 bílý střelec · g2 bílý pěšec · b1 bílý věž · d1 bílý dáma · e1 bílý věž · f1 bílý jezdec · g1 bílý král | c8 černý věž · e8 černý král · h8 černý věž · f7 černý pěšec · d6 černý pěšec · e6 černý střelec · a5 černý pěšec · b5 bílý pěšec · c5 černý jezdec · d5 bílý jezdec · e5 černý pěšec · g5 černý dáma · a4 bílý pěšec · e4 bílý pěšec · f4 černý střelec · g4 černý jezdec · f3 bílý pěšec · g3 bílý střelec · c2 bílý střelec · g2 bílý pěšec · b1 bílý věž · d1 bílý dáma · e1 bílý věž · f1 bílý jezdec · g1 bílý král | c8 černý věž · e8 černý král · h8 černý věž · f7 černý pěšec · d6 černý pěšec · e6 černý střelec · a5 černý pěšec · b5 bílý pěšec · c5 černý jezdec · d5 bílý jezdec · e5 černý pěšec · g5 černý dáma · a4 bílý pěšec · e4 bílý pěšec · f4 černý střelec · g4 černý jezdec · f3 bílý pěšec · g3 bílý střelec · c2 bílý střelec · g2 bílý pěšec · b1 bílý věž · d1 bílý dáma · e1 bílý věž · f1 bílý jezdec · g1 bílý král | c8 černý věž · e8 černý král · h8 černý věž · f7 černý pěšec · d6 černý pěšec · e6 černý střelec · a5 černý pěšec · b5 bílý pěšec · c5 černý jezdec · d5 bílý jezdec · e5 černý pěšec · g5 černý dáma · a4 bílý pěšec · e4 bílý pěšec · f4 černý střelec · g4 černý jezdec · f3 bílý pěšec · g3 bílý střelec · c2 bílý střelec · g2 bílý pěšec · b1 bílý věž · d1 bílý dáma · e1 bílý věž · f1 bílý jezdec · g1 bílý král | c8 černý věž · e8 černý král · h8 černý věž · f7 černý pěšec · d6 černý pěšec · e6 černý střelec · a5 černý pěšec · b5 bílý pěšec · c5 černý jezdec · d5 bílý jezdec · e5 černý pěšec · g5 černý dáma · a4 bílý pěšec · e4 bílý pěšec · f4 černý střelec · g4 černý jezdec · f3 bílý pěšec · g3 bílý střelec · c2 bílý střelec · g2 bílý pěšec · b1 bílý věž · d1 bílý dáma · e1 bílý věž · f1 bílý jezdec · g1 bílý král | c8 černý věž · e8 černý král · h8 černý věž · f7 černý pěšec · d6 černý pěšec · e6 černý střelec · a5 černý pěšec · b5 bílý pěšec · c5 černý jezdec · d5 bílý jezdec · e5 černý pěšec · g5 černý dáma · a4 bílý pěšec · e4 bílý pěšec · f4 černý střelec · g4 černý jezdec · f3 bílý pěšec · g3 bílý střelec · c2 bílý střelec · g2 bílý pěšec · b1 bílý věž · d1 bílý dáma · e1 bílý věž · f1 bílý jezdec · g1 bílý král | c8 černý věž · e8 černý král · h8 černý věž · f7 černý pěšec · d6 černý pěšec · e6 černý střelec · a5 černý pěšec · b5 bílý pěšec · c5 černý jezdec · d5 bílý jezdec · e5 černý pěšec · g5 černý dáma · a4 bílý pěšec · e4 bílý pěšec · f4 černý střelec · g4 černý jezdec · f3 bílý pěšec · g3 bílý střelec · c2 bílý střelec · g2 bílý pěšec · b1 bílý věž · d1 bílý dáma · e1 bílý věž · f1 bílý jezdec · g1 bílý král | 8 |
| 7 | c8 černý věž · e8 černý král · h8 černý věž · f7 černý pěšec · d6 černý pěšec · e6 černý střelec · a5 černý pěšec · b5 bílý pěšec · c5 černý jezdec · d5 bílý jezdec · e5 černý pěšec · g5 černý dáma · a4 bílý pěšec · e4 bílý pěšec · f4 černý střelec · g4 černý jezdec · f3 bílý pěšec · g3 bílý střelec · c2 bílý střelec · g2 bílý pěšec · b1 bílý věž · d1 bílý dáma · e1 bílý věž · f1 bílý jezdec · g1 bílý král | c8 černý věž · e8 černý král · h8 černý věž · f7 černý pěšec · d6 černý pěšec · e6 černý střelec · a5 černý pěšec · b5 bílý pěšec · c5 černý jezdec · d5 bílý jezdec · e5 černý pěšec · g5 černý dáma · a4 bílý pěšec · e4 bílý pěšec · f4 černý střelec · g4 černý jezdec · f3 bílý pěšec · g3 bílý střelec · c2 bílý střelec · g2 bílý pěšec · b1 bílý věž · d1 bílý dáma · e1 bílý věž · f1 bílý jezdec · g1 bílý král | c8 černý věž · e8 černý král · h8 černý věž · f7 černý pěšec · d6 černý pěšec · e6 černý střelec · a5 černý pěšec · b5 bílý pěšec · c5 černý jezdec · d5 bílý jezdec · e5 černý pěšec · g5 černý dáma · a4 bílý pěšec · e4 bílý pěšec · f4 černý střelec · g4 černý jezdec · f3 bílý pěšec · g3 bílý střelec · c2 bílý střelec · g2 bílý pěšec · b1 bílý věž · d1 bílý dáma · e1 bílý věž · f1 bílý jezdec · g1 bílý král | c8 černý věž · e8 černý král · h8 černý věž · f7 černý pěšec · d6 černý pěšec · e6 černý střelec · a5 černý pěšec · b5 bílý pěšec · c5 černý jezdec · d5 bílý jezdec · e5 černý pěšec · g5 černý dáma · a4 bílý pěšec · e4 bílý pěšec · f4 černý střelec · g4 černý jezdec · f3 bílý pěšec · g3 bílý střelec · c2 bílý střelec · g2 bílý pěšec · b1 bílý věž · d1 bílý dáma · e1 bílý věž · f1 bílý jezdec · g1 bílý král | c8 černý věž · e8 černý král · h8 černý věž · f7 černý pěšec · d6 černý pěšec · e6 černý střelec · a5 černý pěšec · b5 bílý pěšec · c5 černý jezdec · d5 bílý jezdec · e5 černý pěšec · g5 černý dáma · a4 bílý pěšec · e4 bílý pěšec · f4 černý střelec · g4 černý jezdec · f3 bílý pěšec · g3 bílý střelec · c2 bílý střelec · g2 bílý pěšec · b1 bílý věž · d1 bílý dáma · e1 bílý věž · f1 bílý jezdec · g1 bílý král | c8 černý věž · e8 černý král · h8 černý věž · f7 černý pěšec · d6 černý pěšec · e6 černý střelec · a5 černý pěšec · b5 bílý pěšec · c5 černý jezdec · d5 bílý jezdec · e5 černý pěšec · g5 černý dáma · a4 bílý pěšec · e4 bílý pěšec · f4 černý střelec · g4 černý jezdec · f3 bílý pěšec · g3 bílý střelec · c2 bílý střelec · g2 bílý pěšec · b1 bílý věž · d1 bílý dáma · e1 bílý věž · f1 bílý jezdec · g1 bílý král | c8 černý věž · e8 černý král · h8 černý věž · f7 černý pěšec · d6 černý pěšec · e6 černý střelec · a5 černý pěšec · b5 bílý pěšec · c5 černý jezdec · d5 bílý jezdec · e5 černý pěšec · g5 černý dáma · a4 bílý pěšec · e4 bílý pěšec · f4 černý střelec · g4 černý jezdec · f3 bílý pěšec · g3 bílý střelec · c2 bílý střelec · g2 bílý pěšec · b1 bílý věž · d1 bílý dáma · e1 bílý věž · f1 bílý jezdec · g1 bílý král | c8 černý věž · e8 černý král · h8 černý věž · f7 černý pěšec · d6 černý pěšec · e6 černý střelec · a5 černý pěšec · b5 bílý pěšec · c5 černý jezdec · d5 bílý jezdec · e5 černý pěšec · g5 černý dáma · a4 bílý pěšec · e4 bílý pěšec · f4 černý střelec · g4 černý jezdec · f3 bílý pěšec · g3 bílý střelec · c2 bílý střelec · g2 bílý pěšec · b1 bílý věž · d1 bílý dáma · e1 bílý věž · f1 bílý jezdec · g1 bílý král | 7 |
| 6 | c8 černý věž · e8 černý král · h8 černý věž · f7 černý pěšec · d6 černý pěšec · e6 černý střelec · a5 černý pěšec · b5 bílý pěšec · c5 černý jezdec · d5 bílý jezdec · e5 černý pěšec · g5 černý dáma · a4 bílý pěšec · e4 bílý pěšec · f4 černý střelec · g4 černý jezdec · f3 bílý pěšec · g3 bílý střelec · c2 bílý střelec · g2 bílý pěšec · b1 bílý věž · d1 bílý dáma · e1 bílý věž · f1 bílý jezdec · g1 bílý král | c8 černý věž · e8 černý král · h8 černý věž · f7 černý pěšec · d6 černý pěšec · e6 černý střelec · a5 černý pěšec · b5 bílý pěšec · c5 černý jezdec · d5 bílý jezdec · e5 černý pěšec · g5 černý dáma · a4 bílý pěšec · e4 bílý pěšec · f4 černý střelec · g4 černý jezdec · f3 bílý pěšec · g3 bílý střelec · c2 bílý střelec · g2 bílý pěšec · b1 bílý věž · d1 bílý dáma · e1 bílý věž · f1 bílý jezdec · g1 bílý král | c8 černý věž · e8 černý král · h8 černý věž · f7 černý pěšec · d6 černý pěšec · e6 černý střelec · a5 černý pěšec · b5 bílý pěšec · c5 černý jezdec · d5 bílý jezdec · e5 černý pěšec · g5 černý dáma · a4 bílý pěšec · e4 bílý pěšec · f4 černý střelec · g4 černý jezdec · f3 bílý pěšec · g3 bílý střelec · c2 bílý střelec · g2 bílý pěšec · b1 bílý věž · d1 bílý dáma · e1 bílý věž · f1 bílý jezdec · g1 bílý král | c8 černý věž · e8 černý král · h8 černý věž · f7 černý pěšec · d6 černý pěšec · e6 černý střelec · a5 černý pěšec · b5 bílý pěšec · c5 černý jezdec · d5 bílý jezdec · e5 černý pěšec · g5 černý dáma · a4 bílý pěšec · e4 bílý pěšec · f4 černý střelec · g4 černý jezdec · f3 bílý pěšec · g3 bílý střelec · c2 bílý střelec · g2 bílý pěšec · b1 bílý věž · d1 bílý dáma · e1 bílý věž · f1 bílý jezdec · g1 bílý král | c8 černý věž · e8 černý král · h8 černý věž · f7 černý pěšec · d6 černý pěšec · e6 černý střelec · a5 černý pěšec · b5 bílý pěšec · c5 černý jezdec · d5 bílý jezdec · e5 černý pěšec · g5 černý dáma · a4 bílý pěšec · e4 bílý pěšec · f4 černý střelec · g4 černý jezdec · f3 bílý pěšec · g3 bílý střelec · c2 bílý střelec · g2 bílý pěšec · b1 bílý věž · d1 bílý dáma · e1 bílý věž · f1 bílý jezdec · g1 bílý král | c8 černý věž · e8 černý král · h8 černý věž · f7 černý pěšec · d6 černý pěšec · e6 černý střelec · a5 černý pěšec · b5 bílý pěšec · c5 černý jezdec · d5 bílý jezdec · e5 černý pěšec · g5 černý dáma · a4 bílý pěšec · e4 bílý pěšec · f4 černý střelec · g4 černý jezdec · f3 bílý pěšec · g3 bílý střelec · c2 bílý střelec · g2 bílý pěšec · b1 bílý věž · d1 bílý dáma · e1 bílý věž · f1 bílý jezdec · g1 bílý král | c8 černý věž · e8 černý král · h8 černý věž · f7 černý pěšec · d6 černý pěšec · e6 černý střelec · a5 černý pěšec · b5 bílý pěšec · c5 černý jezdec · d5 bílý jezdec · e5 černý pěšec · g5 černý dáma · a4 bílý pěšec · e4 bílý pěšec · f4 černý střelec · g4 černý jezdec · f3 bílý pěšec · g3 bílý střelec · c2 bílý střelec · g2 bílý pěšec · b1 bílý věž · d1 bílý dáma · e1 bílý věž · f1 bílý jezdec · g1 bílý král | c8 černý věž · e8 černý král · h8 černý věž · f7 černý pěšec · d6 černý pěšec · e6 černý střelec · a5 černý pěšec · b5 bílý pěšec · c5 černý jezdec · d5 bílý jezdec · e5 černý pěšec · g5 černý dáma · a4 bílý pěšec · e4 bílý pěšec · f4 černý střelec · g4 černý jezdec · f3 bílý pěšec · g3 bílý střelec · c2 bílý střelec · g2 bílý pěšec · b1 bílý věž · d1 bílý dáma · e1 bílý věž · f1 bílý jezdec · g1 bílý král | 6 |
| 5 | c8 černý věž · e8 černý král · h8 černý věž · f7 černý pěšec · d6 černý pěšec · e6 černý střelec · a5 černý pěšec · b5 bílý pěšec · c5 černý jezdec · d5 bílý jezdec · e5 černý pěšec · g5 černý dáma · a4 bílý pěšec · e4 bílý pěšec · f4 černý střelec · g4 černý jezdec · f3 bílý pěšec · g3 bílý střelec · c2 bílý střelec · g2 bílý pěšec · b1 bílý věž · d1 bílý dáma · e1 bílý věž · f1 bílý jezdec · g1 bílý král | c8 černý věž · e8 černý král · h8 černý věž · f7 černý pěšec · d6 černý pěšec · e6 černý střelec · a5 černý pěšec · b5 bílý pěšec · c5 černý jezdec · d5 bílý jezdec · e5 černý pěšec · g5 černý dáma · a4 bílý pěšec · e4 bílý pěšec · f4 černý střelec · g4 černý jezdec · f3 bílý pěšec · g3 bílý střelec · c2 bílý střelec · g2 bílý pěšec · b1 bílý věž · d1 bílý dáma · e1 bílý věž · f1 bílý jezdec · g1 bílý král | c8 černý věž · e8 černý král · h8 černý věž · f7 černý pěšec · d6 černý pěšec · e6 černý střelec · a5 černý pěšec · b5 bílý pěšec · c5 černý jezdec · d5 bílý jezdec · e5 černý pěšec · g5 černý dáma · a4 bílý pěšec · e4 bílý pěšec · f4 černý střelec · g4 černý jezdec · f3 bílý pěšec · g3 bílý střelec · c2 bílý střelec · g2 bílý pěšec · b1 bílý věž · d1 bílý dáma · e1 bílý věž · f1 bílý jezdec · g1 bílý král | c8 černý věž · e8 černý král · h8 černý věž · f7 černý pěšec · d6 černý pěšec · e6 černý střelec · a5 černý pěšec · b5 bílý pěšec · c5 černý jezdec · d5 bílý jezdec · e5 černý pěšec · g5 černý dáma · a4 bílý pěšec · e4 bílý pěšec · f4 černý střelec · g4 černý jezdec · f3 bílý pěšec · g3 bílý střelec · c2 bílý střelec · g2 bílý pěšec · b1 bílý věž · d1 bílý dáma · e1 bílý věž · f1 bílý jezdec · g1 bílý král | c8 černý věž · e8 černý král · h8 černý věž · f7 černý pěšec · d6 černý pěšec · e6 černý střelec · a5 černý pěšec · b5 bílý pěšec · c5 černý jezdec · d5 bílý jezdec · e5 černý pěšec · g5 černý dáma · a4 bílý pěšec · e4 bílý pěšec · f4 černý střelec · g4 černý jezdec · f3 bílý pěšec · g3 bílý střelec · c2 bílý střelec · g2 bílý pěšec · b1 bílý věž · d1 bílý dáma · e1 bílý věž · f1 bílý jezdec · g1 bílý král | c8 černý věž · e8 černý král · h8 černý věž · f7 černý pěšec · d6 černý pěšec · e6 černý střelec · a5 černý pěšec · b5 bílý pěšec · c5 černý jezdec · d5 bílý jezdec · e5 černý pěšec · g5 černý dáma · a4 bílý pěšec · e4 bílý pěšec · f4 černý střelec · g4 černý jezdec · f3 bílý pěšec · g3 bílý střelec · c2 bílý střelec · g2 bílý pěšec · b1 bílý věž · d1 bílý dáma · e1 bílý věž · f1 bílý jezdec · g1 bílý král | c8 černý věž · e8 černý král · h8 černý věž · f7 černý pěšec · d6 černý pěšec · e6 černý střelec · a5 černý pěšec · b5 bílý pěšec · c5 černý jezdec · d5 bílý jezdec · e5 černý pěšec · g5 černý dáma · a4 bílý pěšec · e4 bílý pěšec · f4 černý střelec · g4 černý jezdec · f3 bílý pěšec · g3 bílý střelec · c2 bílý střelec · g2 bílý pěšec · b1 bílý věž · d1 bílý dáma · e1 bílý věž · f1 bílý jezdec · g1 bílý král | c8 černý věž · e8 černý král · h8 černý věž · f7 černý pěšec · d6 černý pěšec · e6 černý střelec · a5 černý pěšec · b5 bílý pěšec · c5 černý jezdec · d5 bílý jezdec · e5 černý pěšec · g5 černý dáma · a4 bílý pěšec · e4 bílý pěšec · f4 černý střelec · g4 černý jezdec · f3 bílý pěšec · g3 bílý střelec · c2 bílý střelec · g2 bílý pěšec · b1 bílý věž · d1 bílý dáma · e1 bílý věž · f1 bílý jezdec · g1 bílý král | 5 |
| 4 | c8 černý věž · e8 černý král · h8 černý věž · f7 černý pěšec · d6 černý pěšec · e6 černý střelec · a5 černý pěšec · b5 bílý pěšec · c5 černý jezdec · d5 bílý jezdec · e5 černý pěšec · g5 černý dáma · a4 bílý pěšec · e4 bílý pěšec · f4 černý střelec · g4 černý jezdec · f3 bílý pěšec · g3 bílý střelec · c2 bílý střelec · g2 bílý pěšec · b1 bílý věž · d1 bílý dáma · e1 bílý věž · f1 bílý jezdec · g1 bílý král | c8 černý věž · e8 černý král · h8 černý věž · f7 černý pěšec · d6 černý pěšec · e6 černý střelec · a5 černý pěšec · b5 bílý pěšec · c5 černý jezdec · d5 bílý jezdec · e5 černý pěšec · g5 černý dáma · a4 bílý pěšec · e4 bílý pěšec · f4 černý střelec · g4 černý jezdec · f3 bílý pěšec · g3 bílý střelec · c2 bílý střelec · g2 bílý pěšec · b1 bílý věž · d1 bílý dáma · e1 bílý věž · f1 bílý jezdec · g1 bílý král | c8 černý věž · e8 černý král · h8 černý věž · f7 černý pěšec · d6 černý pěšec · e6 černý střelec · a5 černý pěšec · b5 bílý pěšec · c5 černý jezdec · d5 bílý jezdec · e5 černý pěšec · g5 černý dáma · a4 bílý pěšec · e4 bílý pěšec · f4 černý střelec · g4 černý jezdec · f3 bílý pěšec · g3 bílý střelec · c2 bílý střelec · g2 bílý pěšec · b1 bílý věž · d1 bílý dáma · e1 bílý věž · f1 bílý jezdec · g1 bílý král | c8 černý věž · e8 černý král · h8 černý věž · f7 černý pěšec · d6 černý pěšec · e6 černý střelec · a5 černý pěšec · b5 bílý pěšec · c5 černý jezdec · d5 bílý jezdec · e5 černý pěšec · g5 černý dáma · a4 bílý pěšec · e4 bílý pěšec · f4 černý střelec · g4 černý jezdec · f3 bílý pěšec · g3 bílý střelec · c2 bílý střelec · g2 bílý pěšec · b1 bílý věž · d1 bílý dáma · e1 bílý věž · f1 bílý jezdec · g1 bílý král | c8 černý věž · e8 černý král · h8 černý věž · f7 černý pěšec · d6 černý pěšec · e6 černý střelec · a5 černý pěšec · b5 bílý pěšec · c5 černý jezdec · d5 bílý jezdec · e5 černý pěšec · g5 černý dáma · a4 bílý pěšec · e4 bílý pěšec · f4 černý střelec · g4 černý jezdec · f3 bílý pěšec · g3 bílý střelec · c2 bílý střelec · g2 bílý pěšec · b1 bílý věž · d1 bílý dáma · e1 bílý věž · f1 bílý jezdec · g1 bílý král | c8 černý věž · e8 černý král · h8 černý věž · f7 černý pěšec · d6 černý pěšec · e6 černý střelec · a5 černý pěšec · b5 bílý pěšec · c5 černý jezdec · d5 bílý jezdec · e5 černý pěšec · g5 černý dáma · a4 bílý pěšec · e4 bílý pěšec · f4 černý střelec · g4 černý jezdec · f3 bílý pěšec · g3 bílý střelec · c2 bílý střelec · g2 bílý pěšec · b1 bílý věž · d1 bílý dáma · e1 bílý věž · f1 bílý jezdec · g1 bílý král | c8 černý věž · e8 černý král · h8 černý věž · f7 černý pěšec · d6 černý pěšec · e6 černý střelec · a5 černý pěšec · b5 bílý pěšec · c5 černý jezdec · d5 bílý jezdec · e5 černý pěšec · g5 černý dáma · a4 bílý pěšec · e4 bílý pěšec · f4 černý střelec · g4 černý jezdec · f3 bílý pěšec · g3 bílý střelec · c2 bílý střelec · g2 bílý pěšec · b1 bílý věž · d1 bílý dáma · e1 bílý věž · f1 bílý jezdec · g1 bílý král | c8 černý věž · e8 černý král · h8 černý věž · f7 černý pěšec · d6 černý pěšec · e6 černý střelec · a5 černý pěšec · b5 bílý pěšec · c5 černý jezdec · d5 bílý jezdec · e5 černý pěšec · g5 černý dáma · a4 bílý pěšec · e4 bílý pěšec · f4 černý střelec · g4 černý jezdec · f3 bílý pěšec · g3 bílý střelec · c2 bílý střelec · g2 bílý pěšec · b1 bílý věž · d1 bílý dáma · e1 bílý věž · f1 bílý jezdec · g1 bílý král | 4 |
| 3 | c8 černý věž · e8 černý král · h8 černý věž · f7 černý pěšec · d6 černý pěšec · e6 černý střelec · a5 černý pěšec · b5 bílý pěšec · c5 černý jezdec · d5 bílý jezdec · e5 černý pěšec · g5 černý dáma · a4 bílý pěšec · e4 bílý pěšec · f4 černý střelec · g4 černý jezdec · f3 bílý pěšec · g3 bílý střelec · c2 bílý střelec · g2 bílý pěšec · b1 bílý věž · d1 bílý dáma · e1 bílý věž · f1 bílý jezdec · g1 bílý král | c8 černý věž · e8 černý král · h8 černý věž · f7 černý pěšec · d6 černý pěšec · e6 černý střelec · a5 černý pěšec · b5 bílý pěšec · c5 černý jezdec · d5 bílý jezdec · e5 černý pěšec · g5 černý dáma · a4 bílý pěšec · e4 bílý pěšec · f4 černý střelec · g4 černý jezdec · f3 bílý pěšec · g3 bílý střelec · c2 bílý střelec · g2 bílý pěšec · b1 bílý věž · d1 bílý dáma · e1 bílý věž · f1 bílý jezdec · g1 bílý král | c8 černý věž · e8 černý král · h8 černý věž · f7 černý pěšec · d6 černý pěšec · e6 černý střelec · a5 černý pěšec · b5 bílý pěšec · c5 černý jezdec · d5 bílý jezdec · e5 černý pěšec · g5 černý dáma · a4 bílý pěšec · e4 bílý pěšec · f4 černý střelec · g4 černý jezdec · f3 bílý pěšec · g3 bílý střelec · c2 bílý střelec · g2 bílý pěšec · b1 bílý věž · d1 bílý dáma · e1 bílý věž · f1 bílý jezdec · g1 bílý král | c8 černý věž · e8 černý král · h8 černý věž · f7 černý pěšec · d6 černý pěšec · e6 černý střelec · a5 černý pěšec · b5 bílý pěšec · c5 černý jezdec · d5 bílý jezdec · e5 černý pěšec · g5 černý dáma · a4 bílý pěšec · e4 bílý pěšec · f4 černý střelec · g4 černý jezdec · f3 bílý pěšec · g3 bílý střelec · c2 bílý střelec · g2 bílý pěšec · b1 bílý věž · d1 bílý dáma · e1 bílý věž · f1 bílý jezdec · g1 bílý král | c8 černý věž · e8 černý král · h8 černý věž · f7 černý pěšec · d6 černý pěšec · e6 černý střelec · a5 černý pěšec · b5 bílý pěšec · c5 černý jezdec · d5 bílý jezdec · e5 černý pěšec · g5 černý dáma · a4 bílý pěšec · e4 bílý pěšec · f4 černý střelec · g4 černý jezdec · f3 bílý pěšec · g3 bílý střelec · c2 bílý střelec · g2 bílý pěšec · b1 bílý věž · d1 bílý dáma · e1 bílý věž · f1 bílý jezdec · g1 bílý král | c8 černý věž · e8 černý král · h8 černý věž · f7 černý pěšec · d6 černý pěšec · e6 černý střelec · a5 černý pěšec · b5 bílý pěšec · c5 černý jezdec · d5 bílý jezdec · e5 černý pěšec · g5 černý dáma · a4 bílý pěšec · e4 bílý pěšec · f4 černý střelec · g4 černý jezdec · f3 bílý pěšec · g3 bílý střelec · c2 bílý střelec · g2 bílý pěšec · b1 bílý věž · d1 bílý dáma · e1 bílý věž · f1 bílý jezdec · g1 bílý král | c8 černý věž · e8 černý král · h8 černý věž · f7 černý pěšec · d6 černý pěšec · e6 černý střelec · a5 černý pěšec · b5 bílý pěšec · c5 černý jezdec · d5 bílý jezdec · e5 černý pěšec · g5 černý dáma · a4 bílý pěšec · e4 bílý pěšec · f4 černý střelec · g4 černý jezdec · f3 bílý pěšec · g3 bílý střelec · c2 bílý střelec · g2 bílý pěšec · b1 bílý věž · d1 bílý dáma · e1 bílý věž · f1 bílý jezdec · g1 bílý král | c8 černý věž · e8 černý král · h8 černý věž · f7 černý pěšec · d6 černý pěšec · e6 černý střelec · a5 černý pěšec · b5 bílý pěšec · c5 černý jezdec · d5 bílý jezdec · e5 černý pěšec · g5 černý dáma · a4 bílý pěšec · e4 bílý pěšec · f4 černý střelec · g4 černý jezdec · f3 bílý pěšec · g3 bílý střelec · c2 bílý střelec · g2 bílý pěšec · b1 bílý věž · d1 bílý dáma · e1 bílý věž · f1 bílý jezdec · g1 bílý král | 3 |
| 2 | c8 černý věž · e8 černý král · h8 černý věž · f7 černý pěšec · d6 černý pěšec · e6 černý střelec · a5 černý pěšec · b5 bílý pěšec · c5 černý jezdec · d5 bílý jezdec · e5 černý pěšec · g5 černý dáma · a4 bílý pěšec · e4 bílý pěšec · f4 černý střelec · g4 černý jezdec · f3 bílý pěšec · g3 bílý střelec · c2 bílý střelec · g2 bílý pěšec · b1 bílý věž · d1 bílý dáma · e1 bílý věž · f1 bílý jezdec · g1 bílý král | c8 černý věž · e8 černý král · h8 černý věž · f7 černý pěšec · d6 černý pěšec · e6 černý střelec · a5 černý pěšec · b5 bílý pěšec · c5 černý jezdec · d5 bílý jezdec · e5 černý pěšec · g5 černý dáma · a4 bílý pěšec · e4 bílý pěšec · f4 černý střelec · g4 černý jezdec · f3 bílý pěšec · g3 bílý střelec · c2 bílý střelec · g2 bílý pěšec · b1 bílý věž · d1 bílý dáma · e1 bílý věž · f1 bílý jezdec · g1 bílý král | c8 černý věž · e8 černý král · h8 černý věž · f7 černý pěšec · d6 černý pěšec · e6 černý střelec · a5 černý pěšec · b5 bílý pěšec · c5 černý jezdec · d5 bílý jezdec · e5 černý pěšec · g5 černý dáma · a4 bílý pěšec · e4 bílý pěšec · f4 černý střelec · g4 černý jezdec · f3 bílý pěšec · g3 bílý střelec · c2 bílý střelec · g2 bílý pěšec · b1 bílý věž · d1 bílý dáma · e1 bílý věž · f1 bílý jezdec · g1 bílý král | c8 černý věž · e8 černý král · h8 černý věž · f7 černý pěšec · d6 černý pěšec · e6 černý střelec · a5 černý pěšec · b5 bílý pěšec · c5 černý jezdec · d5 bílý jezdec · e5 černý pěšec · g5 černý dáma · a4 bílý pěšec · e4 bílý pěšec · f4 černý střelec · g4 černý jezdec · f3 bílý pěšec · g3 bílý střelec · c2 bílý střelec · g2 bílý pěšec · b1 bílý věž · d1 bílý dáma · e1 bílý věž · f1 bílý jezdec · g1 bílý král | c8 černý věž · e8 černý král · h8 černý věž · f7 černý pěšec · d6 černý pěšec · e6 černý střelec · a5 černý pěšec · b5 bílý pěšec · c5 černý jezdec · d5 bílý jezdec · e5 černý pěšec · g5 černý dáma · a4 bílý pěšec · e4 bílý pěšec · f4 černý střelec · g4 černý jezdec · f3 bílý pěšec · g3 bílý střelec · c2 bílý střelec · g2 bílý pěšec · b1 bílý věž · d1 bílý dáma · e1 bílý věž · f1 bílý jezdec · g1 bílý král | c8 černý věž · e8 černý král · h8 černý věž · f7 černý pěšec · d6 černý pěšec · e6 černý střelec · a5 černý pěšec · b5 bílý pěšec · c5 černý jezdec · d5 bílý jezdec · e5 černý pěšec · g5 černý dáma · a4 bílý pěšec · e4 bílý pěšec · f4 černý střelec · g4 černý jezdec · f3 bílý pěšec · g3 bílý střelec · c2 bílý střelec · g2 bílý pěšec · b1 bílý věž · d1 bílý dáma · e1 bílý věž · f1 bílý jezdec · g1 bílý král | c8 černý věž · e8 černý král · h8 černý věž · f7 černý pěšec · d6 černý pěšec · e6 černý střelec · a5 černý pěšec · b5 bílý pěšec · c5 černý jezdec · d5 bílý jezdec · e5 černý pěšec · g5 černý dáma · a4 bílý pěšec · e4 bílý pěšec · f4 černý střelec · g4 černý jezdec · f3 bílý pěšec · g3 bílý střelec · c2 bílý střelec · g2 bílý pěšec · b1 bílý věž · d1 bílý dáma · e1 bílý věž · f1 bílý jezdec · g1 bílý král | c8 černý věž · e8 černý král · h8 černý věž · f7 černý pěšec · d6 černý pěšec · e6 černý střelec · a5 černý pěšec · b5 bílý pěšec · c5 černý jezdec · d5 bílý jezdec · e5 černý pěšec · g5 černý dáma · a4 bílý pěšec · e4 bílý pěšec · f4 černý střelec · g4 černý jezdec · f3 bílý pěšec · g3 bílý střelec · c2 bílý střelec · g2 bílý pěšec · b1 bílý věž · d1 bílý dáma · e1 bílý věž · f1 bílý jezdec · g1 bílý král | 2 |
| 1 | c8 černý věž · e8 černý král · h8 černý věž · f7 černý pěšec · d6 černý pěšec · e6 černý střelec · a5 černý pěšec · b5 bílý pěšec · c5 černý jezdec · d5 bílý jezdec · e5 černý pěšec · g5 černý dáma · a4 bílý pěšec · e4 bílý pěšec · f4 černý střelec · g4 černý jezdec · f3 bílý pěšec · g3 bílý střelec · c2 bílý střelec · g2 bílý pěšec · b1 bílý věž · d1 bílý dáma · e1 bílý věž · f1 bílý jezdec · g1 bílý král | c8 černý věž · e8 černý král · h8 černý věž · f7 černý pěšec · d6 černý pěšec · e6 černý střelec · a5 černý pěšec · b5 bílý pěšec · c5 černý jezdec · d5 bílý jezdec · e5 černý pěšec · g5 černý dáma · a4 bílý pěšec · e4 bílý pěšec · f4 černý střelec · g4 černý jezdec · f3 bílý pěšec · g3 bílý střelec · c2 bílý střelec · g2 bílý pěšec · b1 bílý věž · d1 bílý dáma · e1 bílý věž · f1 bílý jezdec · g1 bílý král | c8 černý věž · e8 černý král · h8 černý věž · f7 černý pěšec · d6 černý pěšec · e6 černý střelec · a5 černý pěšec · b5 bílý pěšec · c5 černý jezdec · d5 bílý jezdec · e5 černý pěšec · g5 černý dáma · a4 bílý pěšec · e4 bílý pěšec · f4 černý střelec · g4 černý jezdec · f3 bílý pěšec · g3 bílý střelec · c2 bílý střelec · g2 bílý pěšec · b1 bílý věž · d1 bílý dáma · e1 bílý věž · f1 bílý jezdec · g1 bílý král | c8 černý věž · e8 černý král · h8 černý věž · f7 černý pěšec · d6 černý pěšec · e6 černý střelec · a5 černý pěšec · b5 bílý pěšec · c5 černý jezdec · d5 bílý jezdec · e5 černý pěšec · g5 černý dáma · a4 bílý pěšec · e4 bílý pěšec · f4 černý střelec · g4 černý jezdec · f3 bílý pěšec · g3 bílý střelec · c2 bílý střelec · g2 bílý pěšec · b1 bílý věž · d1 bílý dáma · e1 bílý věž · f1 bílý jezdec · g1 bílý král | c8 černý věž · e8 černý král · h8 černý věž · f7 černý pěšec · d6 černý pěšec · e6 černý střelec · a5 černý pěšec · b5 bílý pěšec · c5 černý jezdec · d5 bílý jezdec · e5 černý pěšec · g5 černý dáma · a4 bílý pěšec · e4 bílý pěšec · f4 černý střelec · g4 černý jezdec · f3 bílý pěšec · g3 bílý střelec · c2 bílý střelec · g2 bílý pěšec · b1 bílý věž · d1 bílý dáma · e1 bílý věž · f1 bílý jezdec · g1 bílý král | c8 černý věž · e8 černý král · h8 černý věž · f7 černý pěšec · d6 černý pěšec · e6 černý střelec · a5 černý pěšec · b5 bílý pěšec · c5 černý jezdec · d5 bílý jezdec · e5 černý pěšec · g5 černý dáma · a4 bílý pěšec · e4 bílý pěšec · f4 černý střelec · g4 černý jezdec · f3 bílý pěšec · g3 bílý střelec · c2 bílý střelec · g2 bílý pěšec · b1 bílý věž · d1 bílý dáma · e1 bílý věž · f1 bílý jezdec · g1 bílý král | c8 černý věž · e8 černý král · h8 černý věž · f7 černý pěšec · d6 černý pěšec · e6 černý střelec · a5 černý pěšec · b5 bílý pěšec · c5 černý jezdec · d5 bílý jezdec · e5 černý pěšec · g5 černý dáma · a4 bílý pěšec · e4 bílý pěšec · f4 černý střelec · g4 černý jezdec · f3 bílý pěšec · g3 bílý střelec · c2 bílý střelec · g2 bílý pěšec · b1 bílý věž · d1 bílý dáma · e1 bílý věž · f1 bílý jezdec · g1 bílý král | c8 černý věž · e8 černý král · h8 černý věž · f7 černý pěšec · d6 černý pěšec · e6 černý střelec · a5 černý pěšec · b5 bílý pěšec · c5 černý jezdec · d5 bílý jezdec · e5 černý pěšec · g5 černý dáma · a4 bílý pěšec · e4 bílý pěšec · f4 černý střelec · g4 černý jezdec · f3 bílý pěšec · g3 bílý střelec · c2 bílý střelec · g2 bílý pěšec · b1 bílý věž · d1 bílý dáma · e1 bílý věž · f1 bílý jezdec · g1 bílý král | 1 |
|   | a | b | c | d | e | f | g | h |   |

Lasker – Blackburne, Londýn 1899
1.e4 e5 2.Jf3 Jc6 3.Sb5 d6 4.d4 Sd7 5.d5 Jb8 6.Sd3 Se7 7.Jc3 Jf6 8.Je2 c6 9.c4 Ja6 10.Jg3 Jc5 11. Sc2 b5! 12.b4 Jb7 13.dxc6 Sxc6 14.cxb5 Sxc5 15.a4 Sd7 16.0-0 g6! 17.h3 h5! 18.Se3 a5! 19.b5 Vc8 20.Vc1 Jc5 21.Jd2 h4 22.Je2 g5! 23.Sxg5?! Vg8 24.Sxh4? (Laskerův odhad, že pozice je i nadále bránitelná, se ukáže jako chybný) Sxh3 25.Sg3 Se6 26.Ve1 Jg4! 27.Jf1 Sg5 28.Vb1 Vh8 29.Jc3 Sf4! 30.Jd5 Dg5 31.f3 (Viz diagram. Po tomto tahu si Lasker, který byl zřejmě přesvědčen, že se již v podstatě ubránil, došel k bufetu koupit čaj. Když se pak vrátil, pohled na šachovnici mu přivodil takový šok, že šálek upustil.) Vh1+!! (právě takovéto tahy přinesly Blackburnovi jeho „bojové jméno“. Mistr světa náhle zjišťuje, že je ztracen, ať udělá cokoliv) 32.Kxh1 Sxg3 33.Jxg3 (hrozící mat nedává na vybranou) Jf2+ 34.Kg1 (typická pozice, v níž se pozorovatelé rozdělí na dva tábory. Jedni obdivují houževnatost bílého, druzí zastávají názor, že další pokračování si mohl odpustit) Jxd1 35.Jf5 Sxf5 36.exf5 Dd2 37.Vexd1 Dxc2 38.Vbc1 Dxf5 39.Jb6 Vd8 40.Jc4 Jb7 41.Je3 Df4 42.Kf2 Dxa4 43.Vc7 Jc5 44.Vh1 Vd7 45. Vc8+ Ke7 46.Vhh8 Dd4. Bílý se vzdal.
Blackburne – Adolf Schwarz, 1881
1.e4 e6 2.d4 d5 3.Jc3 Jf6 4.exd5 exd5 5.Jf3 Sd6 6.Sd3 c6 7.0-0 0-0 8.Je2 Sg4 9.Jg3 Dc7 10.Se3 Jbd7 11.Dd2 Vfe8 12.Ve1 Je4 13.Dc1 Sxf3 14.gxf3 Jxg3 15.hxg3 Sxg3 16.Kg2 Sd6 17.Vh1 Jf8 18.Vh3 g6 19.Veh1 Vad8 20.Sg5 Vd7 21.c4! dxc4 22.Sxc4 h5 23.Vh4 b5 24.Sb3 Je6 25.Sf6! Jf4+ 26.Dxf4!! Sxf4 27.Vxh5. Černý se vzdal – proti matu na h8 není obrany.